# Ludwig Karl Konrad Georg von Ompteda
Il barone Ludwig Karl Konrad Georg von Ompteda (Wulmstorf (Thedinghausen), 18 novembre 1767 – Celle, 26 agosto 1854) è stato un politico tedesco, ministro a servizio del Casato di Hannover.

## Biografia
Ludwig Karl Konrad Georg era figlio di Johann Heinrich von Ompteda e di sua moglie, Sophie Dorothea von Bonar de Rossie. Egli frequentò la Rittersakademie di Lüneburg sino al 1787 quando passò all'Università di Göttingen per studiare legge. Nel 1790 fu uditore della corte di giustizia di Hannover e nel 1791 divenne Segretario di Legazione a Dresda, passando poi come segretario finanziario a Berlino.
Nel 1800 venne nominato membro del consiglio di guerra nazionale e direttore generale delle poste dell'Hannover. Nel 1803 divenne ambasciatore alla corte prussiana di Berlino e dal 1806 fu ambasciatore alla corte di Sassonia, per poi tornare a quella di Berlino dal 1813, tornando poi a Dresda dal 1817.
Il 19 dicembre 1800 sposò la contessa Christiane von Schlippenbach. Nel 1823 divenne ministro di stato nell'Hannover e dal 13 febbraio 1831 sino al 20 giugno 1837 fu presidente della German Chancery di Londra. Con l'ascesa del re Ernesto Agusto sul trono dell'Hannover, il suo ruolo divenne superfluo e per questo venne messo a riposo e pensionato sino alla sua morte, che lo colse a Celle nel 1854.